# 萨尔萨-卡皮利亚
萨尔萨-卡皮利亚，是西班牙埃斯特雷马杜拉巴达霍斯省的一个市镇。总面积92平方公里，总人口484人（2001年），人口密度5人/平方公里。